# Frano Marjanov Visković
Frano Marjanov Visković (1665. – 1720.), peraški vojskovođa
Rođen u hrvatskoj patricijskoj obitelji iz Perasta Viskovićima. 
Nosio je čin pukovnika ("collonella"). Istakao se u borbama protiv gusara i Turaka. Borio se u Hercegovini i u Grčkoj, na Peloponezu, Eubeji i Moreji.
Od sedam Peraštana koji su dobili najveće mletačko odlikovanje križ Sv. Marka i naslov kavalijera, Frano Marjanov bio je prvi. Odlikovanje i naslov dobio je 1703. godine. Kolajnu i naslov "Viteza sv. Marka" dodijelio mu je mletački providur Alvise Mocenigo.
Portretirao ga je Tripo Kokolja, a slika se nalazi u Muzeju grada Perasta u Memorijalnoj zbirci obitelji Visković.